# Zwitserland op de Europese Spelen 2015
Zwitserland is een van de deelnemende landen aan de Europese Spelen 2015 in Bakoe, Azerbeidzjan van 12 tot 28 juni.

## Deelnemers

### Badminton
| Atleet                         | Onderdeel      | Resultaat  | Presentatie |
| ------------------------------ | -------------- | ---------- | --- |
| Mathias Bonny                  | Enkelspel (m)  | Groepsfase | Groepsfase: groep E (3) Wedstrijd 1: verloren van Emre Vural 0-2 (9-21, 14,21) Wedstrijd 2: gewonnen van Igor Bjelan 2-0 (21-16, 21-16) Wedstrijd 3: verloren van Petr Koukal 2-0 (21-16, 21-14)                                                                      |
| Nicole Ankli                   | Enkelspel (v)  | -          | DNS |
| Céline Burkart Oliver Schaller | Dubbelspel (g) | Groepsfase | Groepsfase: groep B (3) Wedstrijd 1: gewonnen van Floris Oleffe en Steffi Annys 2-1 (13-21, 23-21, 25-23) Wedstrijd 2: verloren van Pawel Pietryja en Aneta Wojtkowska 0-2 (13-21, 10-21) Wedstrijd 3: verloren van Vitalij Durkin en Nina Vislova 2-0 (21-12, 21-10) |

### Boogschieten
| Atleet                                           | Onderdeel       | Resultaat     | Prestatie |
| ------------------------------------------------ | --------------- | ------------- | --- |
| Adrian Faber                                     | individueel (m) | 1/32e ronde   | Ranking ronde: 341 punten (47) 1/32e ronde: Verloren van Markiyan Ivashko 4-6                                        |
| Adrian Faber Céline Schobinger                   | dubbelspel (g)  | ranking ronde | Ranking ronde: 1269 punten (20)                                                                                      |
| Céline Schobinger                                | individueel (v) | 1/32e ronde   | Ranking ronde: 628 punten (33) 1/32e ronde: Verloren van Adriana Zuranska 4-6                                        |
| Céline Schobinger Iliana Deneiko Nathalie Dielen | team (v)        | ranking ronde | Ranking ronde: 1822 punten (15) 1/8e ronde: Verloren van Natalia Erdynieva, Inna Stepanova en Kristina Timofeeva 2-6 |
| Nathalie Dielen                                  | individueel (v) | 1/32e ronde   | Ranking ronde: 594 punten (58) 1/32e ronde: Verloren van Inna Stepanova 3-7                                          |
| Iliana Deneiko                                   | individueel (v) | 1/32e ronde   | Ranking ronde: 600 punten (56) 1/32e ronde: Verloren van Karina Winter 0-6                                           |

### Boksen
| Atleet         | Onderdeel                   | Resultaat   | Prestatie                                                                                            |
| -------------- | --------------------------- | ----------- | --- |
| Uke Smajli     | lichtgewicht (-81 kg) (m)   | 1/16e ronde | 1/32e ronde: Gewonnen van Alexandru Machedon 3-0 1/16e ronde: Verloren van Valentino Manfredonia 0-3 |
| Sandra Brügger | licht (57-60 kg) (v)        | 1/16e ronde | 1/16e ronde: Verloren van Zinaida Dobrynina 0-3                                                      |
| Anaïs Kistler  | licht welter (60-64 kg) (v) | kwartfinale | Kwartfinale: Verloren van Aneta Rygielska 0-2                                                        |

### Fietsen
| Atleet                                          | Onderdeel        | Resultaat             | Prestatie             |
| ----------------------------------------------- | ---------------- | --------------------- | --------------------- |
| Nino Schurter Lukas Flückiger Fabian Giger      | Mountainbike (m) | Goud · Zilver · Brons | 1.41.04 + 0.13 + 0.33 |
| Jolanda Neff Kathrin Stirnemann Linda Indergand | Mountainbike (v) | · 5e                  | 1.31.05 + 2.03 + 4.11 |

- BMX - Renaud Blanc, David Graf
- Wielrennen - Lukas Jaun, Martin Kohler, Simon Pellaud, Patrick Schelling, Simon Zahner

### Gymnastiek

#### Artistiek
- Mannen - Michael Meier, Taha Serhani, Eddy Yusof
- Vrouwen - Caterina Barloggie, Jessica Diacci, Giulia Steinruber

#### Rytmisch
- Vrouwen - Gina Dünser, Stephanie Kälin, Julia Novak, Lisa Rusconi, Tamara Stanisic, Nicole Turuani

### Judo
- Mannen 60kg - Ludovic Chammartin
- Mannen 90kg - Ciril Grossklaus, Domenic Wenzinger
- Mannen 100kg - Flavio Orlik
- Vrouwen 57kg - Emelie Amaron, Larissa Csatari
- Vrouwen 70kg - Juliane Robra

### Kanoën
- Mannen 1000 en 1500 meter - Fabio Wyss

### Karate
- Vrouwen 68kg - Elena Quirici

### Schermen
- Mannen degen - Bruce Brunold, Georg Kuhn, Michele Niggeler, Florian Staub

### Schieten
- Mannen - Simon Beyeler, Claude-Alain Delley, Jan Lochbihler, Pascal Loretan, Fabio Ramella
- Vrouwen - Heidi Diethlem Gerber, Sarah Homung, Petra Lustenberger, Jasmin Mischler, Marina Schnider

### Synchroon zwemmen
| Atleten                          | Onderdeel | Kwalificatie | Kwalificatie | Finale   | Finale    |
| Atleten                          | Onderdeel | Punten       | Eindstand    | Punten   | Eindstand |
| -------------------------------- | --------- | ------------ | ------------ | -------- | --------- |
| Maxence Bellina Maria Piffaretti | Duo       | 148,7415     | 10de         | 149,0849 | 9e        |

### Taekwondo
- Vrouwen 57kg - Manuela Bezzola
- Vrouwen 67kg - Nina Kläy

### Triatlon
| Atleet            | Onderdeel    | Resultaat | Prestatie |
| ----------------- | ------------ | --------- | --------- |
| Nicola Spirig     | Triatlon (v) | Goud      | 2:00:28   |
| Andrea Salvisberg | Triatlon (m) | 9e        | +1.36     |

### Volleybal

#### Beachvolleybal
- Mannen - Sébastien Chevallier/Marco Krattiger, Alexei Strasser/Nico Beeler
- Vrouwen - Nina Betschart/Nicole Eiholzer

Albanië · Andorra · Armenië · Azerbeidzjan · België · Bosnië en Herzegovina · Bulgarije · Cyprus · Denemarken · Duitsland · Finland · Frankrijk · Georgië · Griekenland · Groot-Brittannië · Hongarije · Ierland · IJsland · Israël · Italië · Kosovo · Kroatië · Letland · Litouwen · Luxemburg · Macedonië · Moldavië · Monaco · Montenegro · Nederland · Noorwegen · Oostenrijk · Polen · Portugal · Roemenië · Rusland · San Marino · Servië · Slovenië · Slowakije · Spanje · Tsjechië · Turkije · Oekraïne · Wit-Rusland · Zweden · Zwitserland